# D.M. Murdock
Dorothy Milne Murdock, mer känd under författarnamnet Acharya S, född 1961, död 25 december 2015, var författare och förespråkare av Jesusmyten. Hon har skrivit sex böcker och drev webbsidan Truth be Known. Hon menade att kristendomen baseras på tidigare myter och att de personer som förekommer i kristendomen baseras på romerska, grekiska, egyptiska och andra myter.

## Biografi
D.M. Murdock tog en Bachelor of Liberal Arts vid Franklin and Marshall College i klassisk litteratur, grekiska civilisationen. Därefter studerade hon vid American School of Classical Studies at Athens i Grekland. Den 25 december 2015 avled hon i sviterna av cancer.

## Karriär
I sitt författarskap använde hon namnet acharya, som är ett begrepp inom hinduismen för ledare av ett kloster eller en sekt. Acharya kan också betyda handledare för en elev.
Hon publicerade 1999 sin första bok The Christ Conspiracy: The Greatest Story Ever Sold. I den hävdade hon att historien om Jesus är en förfalskning. 2002 skrev hon förord till en ny utgåva av Kersey Graves Sixteen Crucified Saviours: Christianity Before Christ.
Boken Suns of God: Krishna, Buddha and Christ Unveiled publicerades 2004. D.M. Murdock skriver i den om Krishna och Buddha. Hon menar att de visar att historien om Jesus är baserad på äldre historier och att Jesus inte funnits.
D.M. Murdock startade 2005 förlaget Stellar House Publishing för utgivningen av sina böcker. Förlaget specialiserar sig på "arkeologi, historia, planetgeologi, mytologi och religion".
2005-2006 deltog hon tillsammans med 50 forskare i The Council for Secular Humanism's Committee for the Scientific Examination of Religion (CSER). I gruppen ingick i övrigt bland annat Paul Kurtz, Karen Armstrong, Peter Atkins, Scott Atran, Susan Blackmore, Alvar Ellegård, Sam Harris, Susan Jacoby, Irshad Manjit, Taslima Nasrin, Steven Pinker och Ibn Warraq.
I boken Who Was Jesus? Fingerprints of The Christ, som utkom 2007 fortsatte hon på temat Jesusmyten genom att ifrågasätta Jesus historiska verklighet.
2009 gav hon ut Christ in Egypt: The Horus-Jesus Connection and The Gospel According to Acharya S. Den användes i stor utsträckning i den första delen av filmen Zeitgeist.

## Publikationer
- Murdock, D.M. (som Acharya S) (1999). The Christ Conspiracy: The Greatest Story Ever Sold. Kempton, Illinois: Adventures Unlimited Press. ISBN 0-932813-74-7.
- Murdock, D.M. (som Acharya S) (2004). Suns of God: Krishna, Buddha and Christ Unveiled. Kempton, Illinois: Adventures Unlimited Press. ISBN 1-931882-31-2.
- Murdock, D.M. (2007). Who Was Jesus? Fingerprints of The Christ. Stellar House Publishing. ISBN 978-0-9799631-0-0.
- Murdock, D.M. (2009). Christ in Egypt: The Horus-Jesus Connection. Stellar House Publishing. ISBN 978-0-9799631-1-7.
- Murdock, D.M. (2009). The Gospel According to Acharya S. Stellar House Publishing. ISBN 978-0-9799631-2-4.